# Ina Freudenschuß

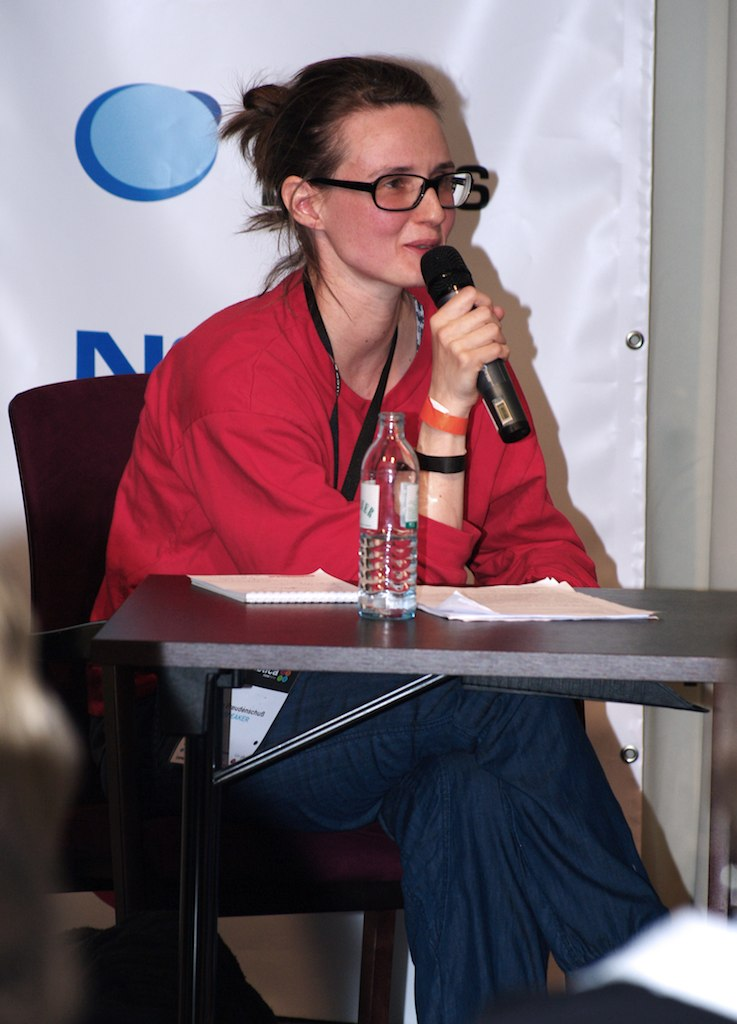
Ina Freudenschuß, 2010

Ina Freudenschuß (* 1978 in Tirol) ist eine österreichische Journalistin.
Freudenschuß studierte Politikwissenschaften und Cultural Studies und ist seit 2001 auch journalistisch tätig. 2008 wurde sie Ressortleiterin von dieStandard.at. Sie ist ferner Referentin für Frauenpolitik und betreut den Gleichbehandlungsausschuss beim Team Soziales & Arbeit des grünen Parlamentsklub. Freudenschuß lebt in Wien.
Im Jahre 2010 wurde sie mit dem Journalistenpreis Die Spitze Feder ausgezeichnet.